# Хіросацький університет
Хіросацький університет (яп. 弘前大学, ひろさきだいがく; англ. Hirosaki University) — державний університет у Японії. Розташований за адресою: префектура Аоморі, місто Хіросакі, квартал Бункьо 1. Заснований у 1876 році та відкритий з 1949 року. Скорочена назва — Хіро-да́й (англ. 弘大, ひろだい).

## Факультети
- Гуманітарний факультет (яп. 人文学部)
- Педагогічний факультет (яп. 教育学部)
- Медичний факультет (яп. 医学部)
- Природничо-технічний факультет (яп. 理工学部)
- Агрономно-біологічний факультет (яп. 農学生命科学部)

## Аспірантура
- Гуманітарно-соціологічна аспірантура (яп. 人文社会科学研究科)
- Педагогічна аспірантура (яп. 教育学研究科)
- Медична аспірантура (яп. 医学研究科)
- Аспірантура охорони здоров'я (яп. 保健学研究科)
- Природничо-технічна аспірантура (яп. 理工学研究科)
- Агрономно-біологічна аспірантура (яп. 農学生命科学研究科)
- Краєзнавчо-соціологічна аспірантура (яп. 地域社会研究科)
- Агрономічна аспірантура (яп. 農学研究科)

## Інсититути
- Інститут нової енергії Північної Японії (яп. 北日本新エネルギー研究所)
- Інститут природи і екології гір Сіракамі (яп. 白神自然環境研究所)
- Інститут лікування ядерного опромінення (яп. 被ばく医療総合研究所)